# Mark Allen (Fußballspieler)
Mark Stephen Allen (* 18. Dezember 1963 in Newcastle-upon-Tyne) ist ein ehemaliger englischer Fußballspieler.

## Karriere
Allen kam als Apprentice (dt. Auszubildender) zum FC Burnley. Dort erhielt er im Dezember 1981 einen Profivertrag und gab im Februar 1982 im Halbfinale des Football League Group Cups gegen den FC Wimbledon sein Pflichtspieldebüt (Endstand 0:5). Wegen des verletzungsbedingten Ausfalls des etatmäßigen Stürmers Steve Taylor kam Allen Anfang März als Einwechselspieler zwei Mal in der Third Division, die Burnley als Meister beendete, zum Einsatz, und erzielte bei der 1:2-Niederlage gegen Exeter City Burnleys Treffer. Mit der wenig später erfolgten Verpflichtung von Paul McGee blieb Allen wieder nur noch die Rolle des Reservisten, eine Situation, an der sich auch nach dem Aufstieg nichts änderte. Nachdem er über die Saison 1982/83 hinaus keinen Vertrag erhalten hatte, schloss sich Allen im August 1983 dem Viertligisten Tranmere Rovers an.
Für Tranmere kam er bis Dezember 1983 zu insgesamt zwölf Pflichtspieleinsätzen, der einzige Treffer gelang ihm im Erstrundenwiederholungsspiel des FA Cups gegen die Bolton Wanderers (Endstand 1:4). Nachdem er in der zweiten Saisonhälfte keine Berücksichtigung mehr gefunden hatte, wurde sein Vertrag im Mai 1984 aufgelöst. Allen spielte in der Folge für den finnischen Zweitligisten Pallo-Iirot, für den er in 18 Spielen 13 Treffer erzielte. Ende 1984 kehrte der Stürmer nach England zurück und war noch kurzzeitig beim in der fünftklassigen Alliance Premier League antretenden FC Runcorn aktiv, für den er ein Tor in sieben Ligaspielen verzeichnen konnte.